# Tulul adh-Dhahab
Koordinaten: 32° 11′ 8″ N, 35° 41′ 12″ O

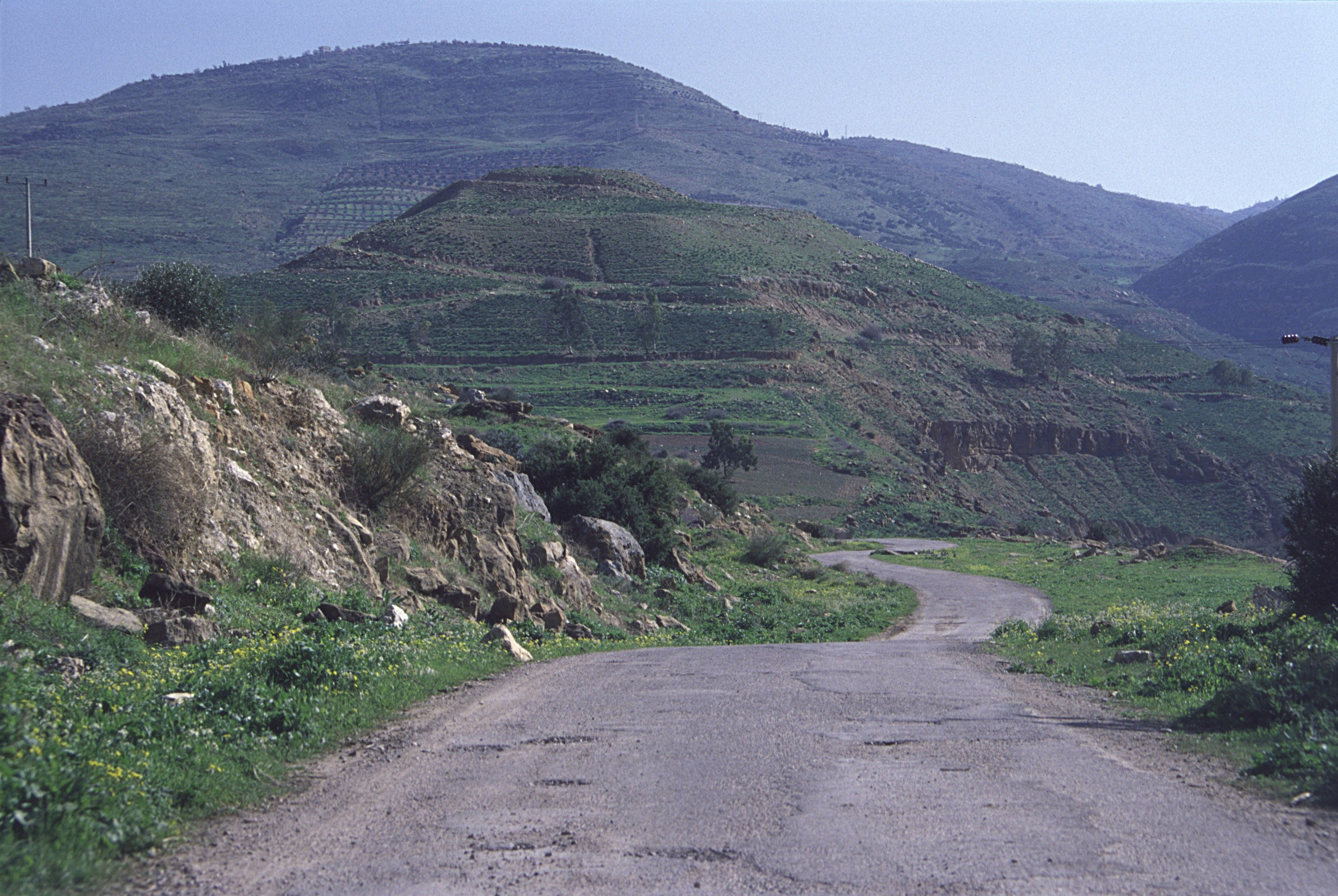
Die Tulul adh-Dhahab im Frühling.

Die Tulul adh-Dhahab (auch Tall / Telul edh-Dhehab, arabisch تلول الذهب, DMG Tulūl aḏ-ḏahab) sind zwei unmittelbar benachbarte Tells im Tal des Nahr ez-Zarqa, einem Seitental des Jordantals, etwa 35 Kilometer nordwestlich von Amman in Jordanien. Der westliche der Zwillinghügel war mindestens von der Bronzezeit bis in die Spätantike besiedelt; ein Beginn der Besiedlung bereits im Neolithikum ist nicht ausgeschlossen. Nach dem Zusammenfall der antiken Bauten wohl durch ein Erdbeben noch in der Spätantike gab es keine spätere Bebauung des Geländes. Wegen des für Raubgräber verlockenden Namens (deutsch „Goldberge“) sind jedoch umfangreiche rezente Störungen zu beklagen.

## Lage
Die Doppelhügel (daher der Plural 'Tulūl', eigentlich Dual Tallān statt Singular Tell bzw. Tall) liegen im Flusstal des Nahr ez-Zarqa, des biblischen Jabboks, an der Mündung des von Süden kommenden Wadi Hajjaj. Zwei zwillingsartige, Ruinen tragende natürliche Hügel mit einer Höhe von je 120 Meter über dem Flussbett zwingen den Zarqa-Fluss hier zu einem kurvenreichen Verlauf. Bis zum 20. Jahrhundert haben die Zwillingshügel den weiteren Weg im Tal des ez-Zarqa Richtung Osten versperrt. Antike Wanderer mussten auf das Wadi Hajjaj ausweichen, dies war der kürzeste Weg in das Siedlungsgebiet der Ammoniter. Auf diese Weise kamen den Tulul adh-Dhahab bis zum Bau der römischen Straße am Ausgang des Zarqatals zum Jordantal beim heutigen Ort Abu Zighan eine hohe strategische Bedeutung zu. Nur etwa 6,5 Kilometer westlich der Tulul adh-Dhahab befindet sich der große, in die Bronze- und Eisenzeit zu datierende Tell Deir 'Alla.

## Entdeckung
Die Forschung des späten 19. und 20. Jahrhunderts wurde durch die Beschreibungen der Tulul adh-Dhahab von S. Merrill (1878, 1881), Gustaf Dalman, C. Steuernagel und anderen aufmerksam. M. Noth führte 1955 topographische Untersuchungen durch. Erst die amerikanischen Archäologen Robert L. Gordon und Linda E. Villiers haben in den Jahren 1980 und 1982 einen größeren Survey durchgeführt. Sie publizierten den ersten Plan der damals noch sichtbaren Ruinen.

## Die Ausgrabungen seit 2005

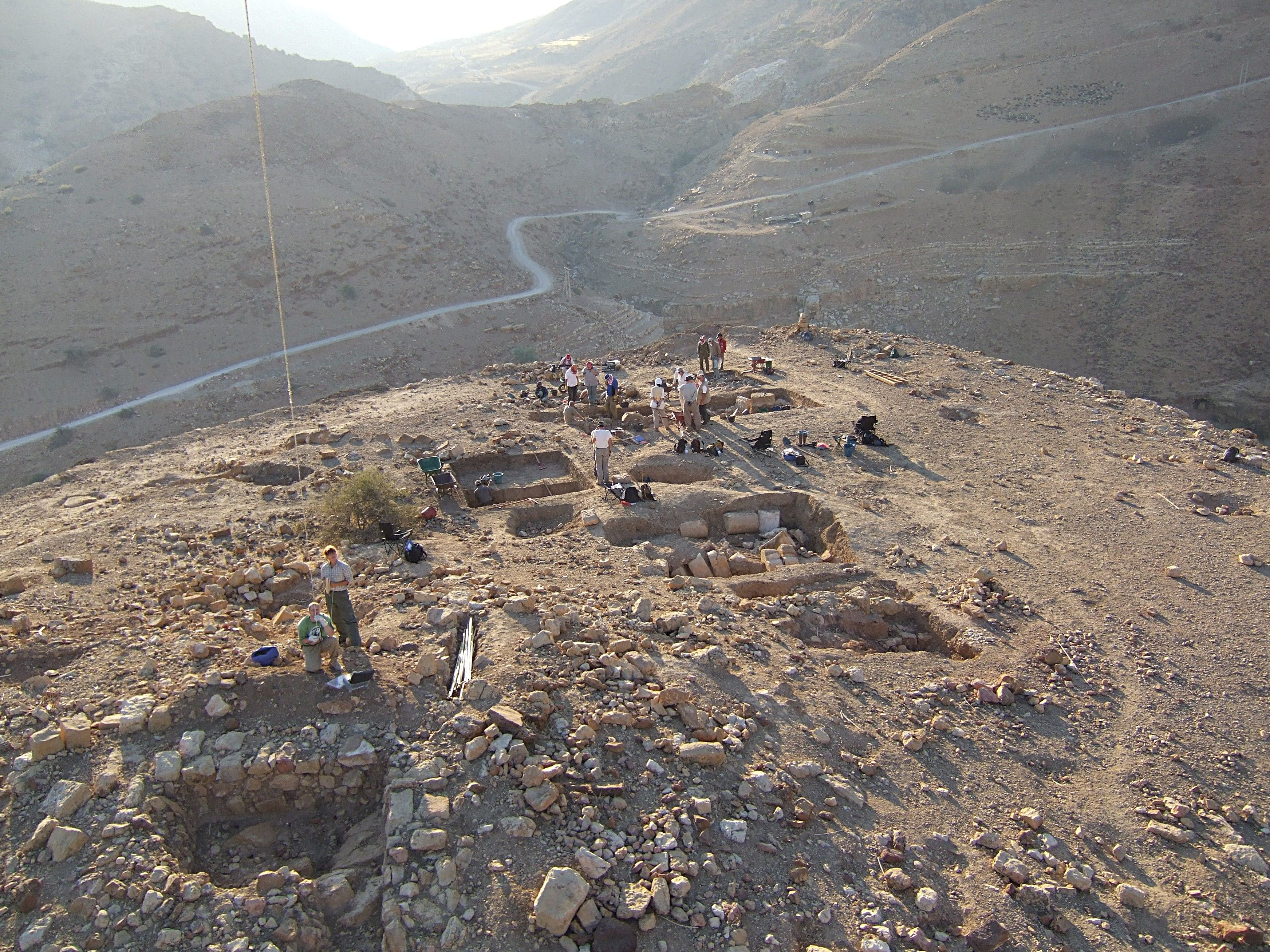
Kampagne 2008: Blick auf die Grabung bei erstem Morgenlicht.

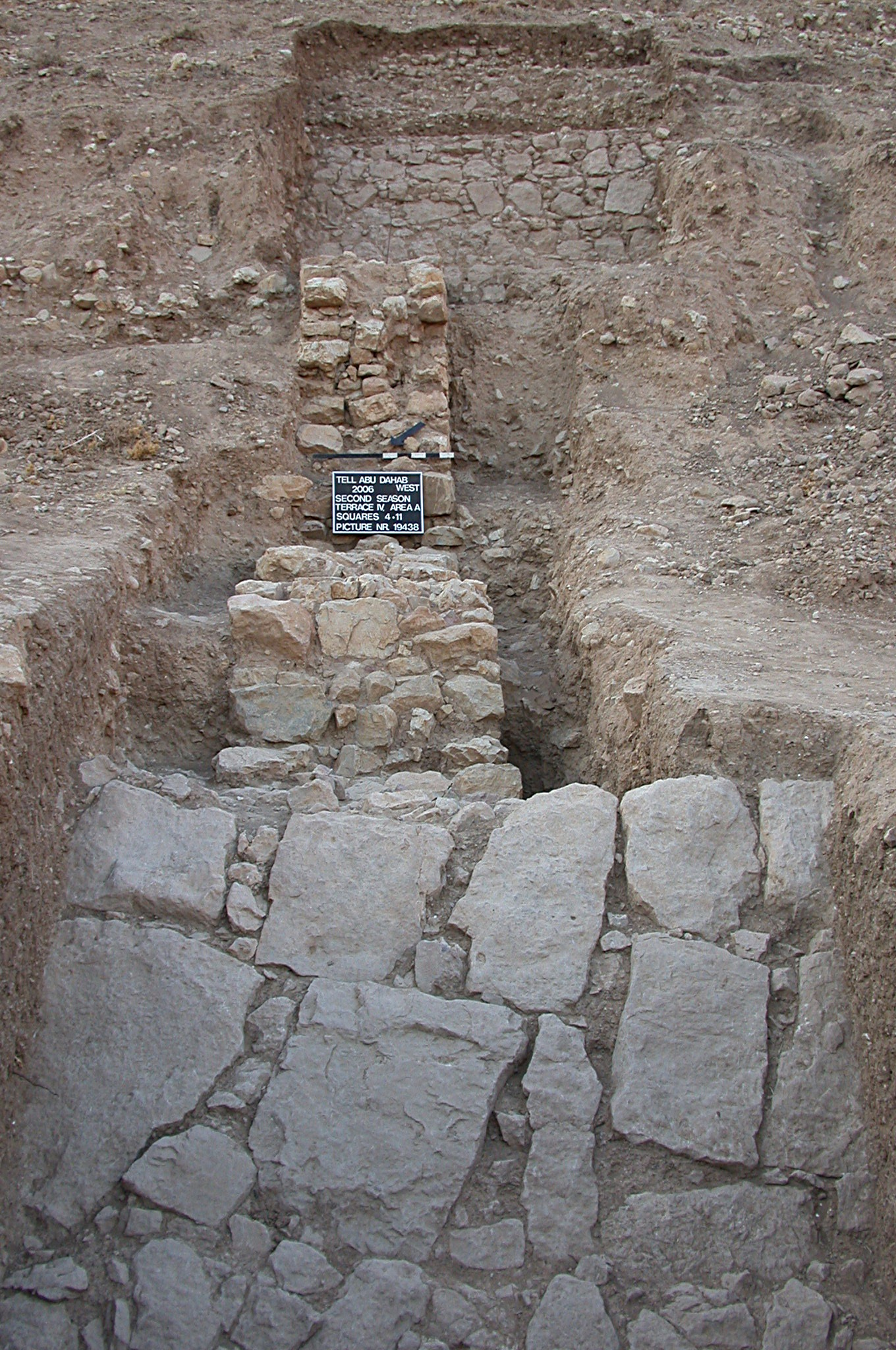
Die Wehranlage am Westhügel.

Ein Team der TU Dortmund unter der Leitung von Prof. Dr. Thomas Pola untersucht in Zusammenarbeit mit dem Jordanischen Antikendepartement den westlichen der beiden Hügel seit 2005 genauer. Seit 2006 beteiligt sich ein Team der Universität Basel an den Grabungen, das unter anderem für die geomagnetische Prospektion, die tachymetrische 3D-Vermessung, sowie die Erstellung von Nahbereichsluftbildern und deren photogrammetrische Auswertung verantwortlich zeichnet. In Ergänzung zur Arbeit von R. L. Gordon von 1980/82 liegt nun erstmals eine detaillierte Karte des ganzen Grabungsgeländes vor, in der auch die obertägigen Artefakte eingemessen sind.
Auf den beiden obersten Terrassen des Hügels sind bislang drei Siedlungsphasen archäologisch nachgewiesen. (I) Die älteste Besiedlung stammt aus der Zeit zwischen 1300 und 970 v. Chr. (nach 14C-Daten); bislang sind keine zugehörigen Baureste nachgewiesen, aber Schichten und Funde. Zumindest ein Vorgänger der Befestigungsmauer, die Terrasse I und II umschließt, gehört ebenfalls in diese Zeit. Die in der jüngeren Architektur (II-III) als Baumaterial verbauten Steine mit Ritzzeichnungen könnten von einem Kult- oder Repräsentationsbau dieser ältesten Phase oder etwas später aus der Zeit 900 – 700 v. Chr. stammen. Die drei bislang gefundenen größeren und deutbaren Fragmente zeigen (a) den Kopf eines geschmückten Löwen, (b) eine Frau oder ein Kind mit einer Ziege, und (c) eine mit (a-b) stilistisch verwandte Darstellung zweier (sitzender?) bartloser Personen, die jeweils ein deutlich ihre Köpfe überragendes Instrument vor sich halten, möglicherweise eine Harfe. Überdies stammen von der obersten Terrasse Holzkohlen, die auf 1960–1750 v. Chr. 14C-datiert wurden; diese stehen derzeit jedoch isoliert da, ihre Deutung ist unklar. - (II) In bislang nur kleinen Ausschnitten sind auf der obersten Terrasse Fundamente von Bauten nachgewiesen, die in der Zeit 375 – 175 v. Chr. errichtet und beim Bau der jüngsten Phase niedergelegt wurden. - (III) Auf dem obersten Plateau stand zuletzt eine palastartige Anlage von etwa 30 × 30 m Größe mit zwei nach Osten vorgelagerten, aneinandergrenzenden Peristylhöfen von je ca. 15 × 15 m Größe. Die Architekturfragmente dieses Palasts werden stilistisch späthellenistisch bzw. in die frühen Jahre von Herodes I. (73 – 4 v. Chr.) datiert, Münzen und 14C-Daten erhärten diesen Zeitansatz. Detailbefunde lassen vermuten, dass diese Architektur z. T. zweigeschossig war und neben Stein auch Lehmziegel als Baumaterial verwendet wurden. Dieser Palast endete mit einem Brandereignis vermutlich nach ca. 50 – 25 v. Chr., danach wurde die Anlage geräumt und nicht wieder genutzt. Später ist das noch aufrecht Stehende bei einem Erdbeben zusammengestürzt.
Die beiden obersten Terrassen werden am steilen West-, Süd- und Ostabhang von einer heute in längeren Abschnitten noch etwa 0,5 – 1,5 m hoch erhaltenen Mauer umgeben. An ihre Innenseite sind raumartige Fundamentzüge gesetzt. Der Schicht- und Zeitzusammenhang dieser Stadtmauer mit den beiden aufeinander folgenden Palästen (II und III) konnte noch nicht geklärt werden. Weiter unten, etwa auf halber Höhe, haben die Untersuchungen eine weitere, zuvor unbekannte mächtige Wehranlage aufgedeckt, die die von Natur her besser zugängliche Nordseite des etwa 120 m hohen Hügels abriegelte und schützte.
Zudem liegt am Südostfuß des Tulul adh-Dhahab West, nur wenig oberhalb des Jabboks (Nahr az-Zarqa), jedoch hochwassersicher, eine chalkolithische Siedlung, wie eine Oberflächenabsammlung von vor allem Keramik und Silices zeigt.

## Identifikation
In der Forschung ist umstritten, mit welchen antiken Orten die Tulul adh-Dhahab identifiziert werden können. Diskutiert werden unter anderem Ortslagen, die im Alten Testament (Pnuël / Penuel, Mahanaim) oder beim antiken Historiker Flavius Josephus (Amathous, Essa) erwähnt werden.